# Біосиміляр
Біосиміляр (англ. biosimilar) — біологічний лікарський засіб, дуже схожий на інший біологічний лікарський засіб, уже схвалений в ЄС (так званий «референтний препарат») з точки зору структури, біологічної активності та ефективності, безпеки та профілю імуногенності (внутрішня здатність білків та інших біологічних лікарських засобів викликати імунна відповідь). Біосіміляри схвалені відповідно до тих самих стандартів фармацевтичної якості, безпеки та ефективності, які застосовуються до всіх біологічних лікарських засобів. Європейське агентство з лікарських засобів відповідає за оцінку більшості заявок на ринок біоподібних препаратів у Європейському Союзі (ЄС).
Біосіміляр не розглядається як генерик (дженерик) біологічного лікарського засобу. Здебільшого це пов'язано з тим, що природна мінливість і більш складне виробництво біологічних ліків не дозволяють точно повторити молекулярну мікрогетерогенність.
Біологічні ліки пропонують варіанти лікування пацієнтів із хронічними захворюваннями, які часто призводять до інвалідності, такими як цукровий діабет, аутоімунні захворювання та рак.
Біологічні ліки містять активні речовини з біологічного джерела, таких як живі клітини або організми (людина, тварини та мікроорганізми, такі як бактерії чи дріжджі), і часто виробляються за передовими технологіями.
Більшість біологічних лікарських засобів, які зараз використовуються в клінічній практиці, містять активні речовини з білків. Вони можуть відрізнятися за розміром і структурною складністю, від простих білків, таких як інсулін або гормон росту, до більш складних, таких як фактори згортання крові або моноклональні антитіла.